# Пшемыслав II Цешинский
Пшемы́слав (Пшемысл, Пшемко) II Цеши́нский (пол. Przemysław II cieszyński) (около 1420 — 18 марта 1477) — князь цешинский, бытомский, севежский, глогувский и сцинавский (1431—1442), глогувский и сцинавский (1460—1476) и цешинский (1468—1477), третий сын князя Болеслава I Цешинского и его второй жены Евфимии Мазовецкой. Представитель цешинcкой линии династии Силезских Пястов.

## Биография
В мае 1431 года после смерти своего отца, князя Болеслава I Цешинского, Пшемыслав II вместе с братьями Вацлавом I, Владиславом и Болеславом II получил в совместное владение Цешинское, Севежское и половину Бытомского, Глогувского и Сцинавского княжеств. В 1431—1442 годах братья правили только формально, фактически управление всеми княжествами на правах регента занималась их мать Евфимия Мазовецкая (ум. 1447), вдова Болеслав I Цешинского.
В ноябре 1442 года, после раздела отцовских владений между всеми братьями, Пшемыслав получил в удельное владение город Скочув и половину Бельско-Бялы, продолжая именоваться князем цешинским. В 1443 году Пшемыслав Цешинский согласился на продажу его старшим братом Вацлавом I, князем Цешинским, Севежского княжества краковскому епископу Збигневу Олесницкому. В 1447 году Пшемыслав вместе с братом Болеславом II участвовал в съезде в Кракове, где поддержал Польшу в споре о праве на Севежское княжество.
В 1447 году после смерти своей матери Евфимии Мазовецкой Пшемыслав и его младший брат Болеслав II стали самостоятельно управлять своими городами. После смерти Болеслава II в 1452 году Пшемыслав II взял на себя опеку над племянником Казимиром.
Пшемыслав Цешинский выступал на стороне своего сюзерена, чешского короля Йиржи из Подебрад, сохраняя хорошие отношения с польским двором. В Цешине останавливалась Елизавета Габсбург, ехавшая в 1454 году в Краков, где должна была состояться её свадьба с польским королем и великим князем литовским Казимиром IV.
В июле 1457 года Пшемыслав II выступил в качестве посредника при заключение мира в Бытоме между польским королём Казимиром IV Ягеллончиком и королем Чехии Йиржи из Подебрад. В июне 1461 года он был посредником в переговорах между королем Польши Казимиром IV и князем Яном IV Освенцимским.
В феврале 1460 года умер бездетный старший брат Пшемыслава II, князь Владислав Глогувский. Принадлежащие ему половины Глогувского и Сцинавского княжеств Владислав Глогувский завещал совместно своей жене Маргаритой Цельской в качестве вдовьего удела и брату Пшемыславу II. Фактически именно Пшемыслав II занимался управлением обоими княжествами. Его связи с польским и чешским королевскими дворами позволили ему организовать в Глогуве в 1462 году новую встречу короля Польши Казимира IV и короля Чехии Йиржи из Подебрад, на которой обсуждалась судьба чешского трона, который после смерти Йиржи из Подебрад должен был перейти к Ягеллонам. В качестве награды за свои действия Пшемыслав Цешинский получил от чешского короля Йиржи из Подебрад во временное владение город Валашске-Мезиржичи в Восточной Моравии.
В 1466 году князь Пшемыслав Цешинский участвовал в походе короля Йиржи из Подебрад на Клодзко, что вызвало напряженные отношения между Цешином и епископом Вроцлавским Йоштом II из Рожмберка.
В 1468 году не имевший потомства старший брат Пшемыслава II, князь Вацлав I Цешинский, завещал свои права на Цешинское княжество своему племяннику Казимиру II, но фактически по договоренности в Цешине стал править Пшемыслав II. В обмен на это Пшемыслав передал брату принадлежащую ему половину города Бельско-Бяла, куда и перебрался жить Вацлав I.
В 1469 году князь Пшемыслав II Глогувский участвовал в коронации венгерского короля Матвея Корвина на чешский трон в Оломоуце. Матвей Корвин был возведен на чешский трон, в основном, благодаря усилиям папы римского Павла II и католической знати Чехии. На стороне Матвея Корвина Пшемыслав II участвовал в военных действиях против его врагов в Верхней Силезии.
Однако Матвей Корвин не только не отблагодарил Пшемыслава II за его действия, но даже попытался изгнать его из Цешина. В результате в 1471 году Пшемыслав II перестал поддерживать Матвея Корвина, стремившегося присоединить Силезию к Венгрии, и перешел на сторону польского претендента на чешский трон Владислава Ягеллона.
Лавируя между Польшей, Чехией и Венгрией, в 1473 году князь Пшемыслав II Цешинский участвовал в военном походе короля Матвея Корвина против князя рыбницкого Вацлава III. Однако это не спасло Пшемыслава II от гнева Матвея Корвина, которому не нравилось растущее влияние цешинского князя. Получив в 1475 году на съезде в Рацибуже от польского короля Казимира Ягеллончика гарантии невмешательства во внутренние дела Силезии, Матвей Корвин стал угрожать Пшемыславу II лишить его Цешинского княжества, если он не выплатит ему огромную контрибуцию. От окончательного падения Пшемыслав был спасен экспедицией против венгров польских войск под руководством Якуба из Дебна, который поддержал оборону Цешина. Тем не менее  в 1476 году Пшемыслав II Цешинский вынужден был согласиться на передачу Матвею Корвину принадлежащих ему территорий Глогувского и Сцинавского княжеств.
В итоге, к концу жизни Пшемыслав II сохранил за собой только город Цешин с окрестностями. Он скончался 18 марта 1477 года, не оставив мужского потомства и был похоронен в доминиканском костёле в Цешине. Ему наследовал в Цешине племянник Казимир II, единственный сын Болеслава II.

## Семья
Около 1465 года князь Пшемыслав Цешинский женился на Анне Мазовецкой (1450/1452—1477/1480), старшей дочери мазовецкого князя Болеслава IV Варшавского (ок. 1421—1454) и литовской княжны Барбары Олельковны (ок. 1428—1488/1492). Дети:
- Ядвига Цешинская[пол.] (1469—1521), жена с 1483 года Иштвана Запольяи (ум. 1499), воеводы трансильванского.